# Орлінз (Онтаріо)
Орлеан або Орлінз (англ. Orleans, ɔrˈliːnz, фр. Orléans, ɔʁleɑ̃) — пригород м. Оттава. З 2001 р. адміністративно входить до складу Оттави. Орлеан розташований на схід від Оттави (відділений лісовою зоною) вздовж річки Оттава, приблизно за 16 км від центру міста Отавва. Згідно з переписом населення 2016 року населення Орлеану сягнуло 116 688 мешканців.
До моменту приєднання Орлеана до Оттави в 2001 році громада Орлеана була розділена на дві муніципальні юрисдикції, східна частина якої мала назву — Камберленд, західна частина міста мала назву — Глостер. Відповідно до перепису населення 2016 року в Камберлендській частині Орлеану проживало 69178 чоловік, а в Глостерській частині проживало 47510 чоловік. Сьогодні Орлеан об'єднує муніципальні підрозділи Орлеан, Інес і Камберленд. На території Орлеану мешкає значна франкомовна група населення, хоча протягом останніх десятиліть вона істотно зменшилась.

## Історія
Схоже, що громада отримала свою назву завдяки першому поштмейстеру Теодору Бессерру, а точніше завдяки місцю народження, Іль-де-Орлеан, біля міста Квебек. Орлеан був об'єднаним поліцейським селом з 1922 по 1974 рр., А потім був відомий як Сент-Джозеф d'Orléans. Назва відповідає головній франко-католицькій церкві Пароіс-Сент-Джозеф, з якої починала будуватись стара частина Орлеану, уздовж бульвару Сент-Джозеф.

## Населення по роках
- 1971 — 6,000
- 1976 — 11,000
- 1981 — 24,000
- 1986 — 47,000
- 1991 — 70,000
- 1996 — 79,000
- 2001 — 84,695
- 2006 — 95,491
- 2011 — 107,823
- 2016 — 116,688

## Транспорт
Попри включення Орлінзу до Оттави, до середини 2010-х рр. автобуси OC Transpo сполученням між Орлінзом та іншими частинами Оттави вважалися приміськими маршрутами з відповідним підвищеним тарифом.
Орлінз зв'язаний з Оттавою кількома швидкісними автобусними маршрутами. З 2020 р. розпочалося будівництво гілки міського метро (O-Train) від станції Blair (наразі кінцева станція лінії Конфедерація) на схід до Орлінза.